# Strongbow (sidro)
Strongbow è una marca di sidro prodotta in Inghilterra dalla H. P. Bulmer sin dal 1962. È un sidro di tipo dry, categoria che domina il mercato mondiale, e soprattutto britannico, della bevanda. Viene prodotto dal gruppo H. P. Bulmer, sussidiario della multinazionale olandese Heineken International.
Dal 2011, Strongbow Gold, prodotto in Belgio, fu lanciato nel mercato europeo in considerazione della crescente popolarità del sidro al di fuori delle isole britanniche. Nel 2012 Strongbow è stato il sidro più venduto in Australia e il secondo più venduto del Nord America.
La produzione è concentrata quasi esclusivamente ad Hereford, in Inghilterra. Tuttavia la Heineken lo produce anche nei suoi stabilimenti in Belgio e in Australia (dove i diritti sul marchio appartengono al gruppo SABMiller).

## Storia
Strongbow è un sidro dry, lanciato dalla H.P. Bulmer nel 1962. Prende il nome dal guerriero cambro-normanno Riccardo di Clare, poi divenuto secondo conte di Pembroke, soprannominato "Strongbow" (letteralmente "arco forte") per la sua abilita di arciere, dimostrata durante la conquista normanna dell'Irlanda. Il primo slogan del sidro fu quindi the strong cider for men ("Il sidro forte per gli uomini").
Dal 1970 divenne il secondo sidro al mondo per volume di vendite dopo il Woodpecker, prodotto dalla stessa H.P. Bulmer. Tuttora, è presente nella top ten delle bevande più vendute nei pub e bar di Inghilterra e Galles.
Nel 2003 il gruppo Bulmers fu acquistato dalla Scottish & Newcastle, a sua volta rilevata da Heineken nel 2008. Nel gennaio 2011, il gruppo olandese annunciò la propria intenzione di rendere il marchio Strongbow globale.

## Metodo di produzione
Nel Regno Unito, Strongbow è una miscela di sidri dolci ed amari e utilizza oltre 50 varietà di mele. Le mele utilizzate sono coltivate esclusivamente in Inghilterra e Francia. Nella produzione industriale, tuttavia, è frequente anche l'utilizzo di concentrato di mele, l'aggiunta di zucchero, nonché di edulcoranti per le varietà aromatizzate. La fermentazione avviene utilizzando lieviti controllati. I serbatoi della Strongbow rappresentano i più grandi contenitori per alcolici del mondo, con una capacità di 1,5 milioni di galloni (6,8 milioni di litri).